# اكمة المغل (ذي السفال)
اكمة المغل

تعديل مصدري - تعديل

اكمة المغل محلة تابعة لقرية حذاذة، التابعة لعزلة وادي ضباء بمديرية ذي السفال إحدى مديريات محافظة إب في الجمهورية اليمنية، بلغ تعداد سكانها 85 حسب تعداد اليمن لعام 2004.